# Adão Dãxalebaradã
Adão dos Santos Tiago (Rio de Janeiro, DF , 1955 - Rio de Janeiro, RJ, 20 de janeiro de 2004), o Adão Dãxalebaradã ("princípio, meio e fim" em iorubá), referente a uma qualidade de Xangô, foi um cantor, compositor e ator carioca, autor de mais de 500 canções, muitas delas ligadas a temas espirituais de religiões afro-brasileiras. Poeta do Morro do Cantagalo, Rio de Janeiro, foi descoberto pelo diretor Walter Salles no filme O Primeiro Dia, de 1999. Preso a uma cadeira de rodas após ser vítima de dezenas de tiros recebidos durante a vida, a frágil saúde de Adão não resistiu e ele morreu antes de completar cinquenta anos, logo após o lançamento de seu único CD.

## Vida
Adão sofria constantes agressões de pai, fugiu então de casa aos oito anos; "Não tinha liberdade, era criado na base da pancada. Não podia jogar bola de gude nem soltar pipa porque eram coisas do diabo.", era o mais velho de nove irmãos; "Só podia brincar no porão. Não podia me misturar com filhos de pessoas que não eram da igreja.". No tempo que viveu na rua, sobrevivia com o que lhe era dado, acabou indo parar em um reformatório na cidade de Passa Quatro, em Minas Gerais, onde ficou dos 9 aos 17 anos. Quando criança teria vivido como "menino de rua", foi também interno da Febem. Mais tarde teria sido expulso do exército, e durante os anos 70, foi guerrilheiro. Envolvido com o tráfico, já no Morro do Cantagalo, no Rio de Janeiro, foi atingido por doze tiros, nas várias emboscadas da polícia e de bandidos rivais. Quatro deles foram por metralhadora, e um desses tiros ficaria a um dedo de distância de seu coração, fazendo que ficasse meses no hospital.
Chegou a ser perseguido por 30 homens da polícia especial, segundo o próprio Adão. Adão dizia que o motivo disso, foi ele ter sido excluído do Exército, creditando isso a motivos raciais. Passou então a fazer brincadeiras com o Coronel responsável por sua exclusão, tudo isso em plena Ditadura Militar, conta ter sido torturado. O último que recebeu, teria o atingido quando tentava se afastar da violência do morro, já trabalhando como mecânico, no ano de 1973. Teria sido em um assalto, ele tentou reagir, não tendo visto uma segunda pessoa, que teria então o alvejado. Isso o deixou numa cadeira de rodas; "Sousemiparaplégico, consigo andar segurando nas coisas, tomar banho sozinho, fazer sexo", dizia. "Na verdade o tiro foi um mal que veio para bem, pois descobri as coisas da Umbanda e do Candomblé". Teria Chegado a ser preso e cumprir pena.
Posteriormente converteu-se a religiosidade, especificamente a Umbanda e Candomblé, sendo guia espiritual, por sua ligação às raízes afro-brasileiras, compôs então cerca de quinhentas canções relacionadas acerca. Residia no Morro do Cantagalo, em Ipanema. Adão faleceu  no dia 20 de Janeiro de 2004, no Hospital Municipal Miguel Couto, terceiros dizem que teria sido vítima de Hepatite C e de uma infecção generalizada, porém muito dizem que Adão incomodou integrantes do tráfico, com sua composição "Armas e Paz", uma critica ao uso de armas de fogo e a indústria bélica, deixando margens sobre os motivos de seu falecimento.. Foi enterrado no Cemitério São João Batista, deixou dois filhos, Ortinho e Luanda.

## Carreira
Adão foi apresentador do programa "Zumbi Vive", no período de 1997 à 1999, numa rádio comunitária do morro em que residia. Nesse período, no ano de 1998, que os cineastas Walter Moreira Salles e Daniela Thomas conheceram Adão. Walter Salles teria subido o Morro do Cantagalo à procura de novas expressões artísticas. Foi então que guiado pela filha caçula de Adão, Luanda, Walter Saller teria ficado impressionado com o talento do compositor de mais de quinhentas canções, Walter Salles então apresentou Daniela Thomas e o irmão dela, o produtor musical Antônio Pinto, que posteriormente disse; Fiquei obcecado em registrá-lo. Adão tem um discurso de contestação, de paz, mas com olhar particular, desse encontro, surgiu o documentário "Adão ou Somos Todos Filhos da Terra", o álbum Escolástica, e o vídeo clipe de uma música desse disco, "Armas e Paz".
O Documentário, foi filmado usando como base a vida de Adão, e foi premiado no Festival de Cinema de Tiradentes, em Minas Gerais, naquele mesmo ano, os Mesmos cineastas realizaram a gravação do vídeo clipe da músicas "Armas e Paz", composição de Adão. No ano de 2002, a convite do cineasta Fernando Meirelles, participou do filme Cidade de Deus, atuando como o Pai-de-Santo. Em 2003 Lançou então seu álbum, "Escolástica", pelo selo Ambulante, dos produtores Antônio Pinto e Beto Villares.

## Discografia

### Adão ou Somos Todos Filhos da Terra (1999)
- As músicas, estão presentes no documentário "Adão ou Somos Todos Filhos da Terra", o áudio foi extraído pelo autor do documentário, e disponibilizado para download.

Lista das Músicas
| N.º | Título              | Duração |  |
| 1.  | "Doce Como Mel"     | 1:29    |  |
| 2.  | "Que Mundo É Esse"  | 0:37    |  |
| 3.  | "Semente Violenta"  | 1:07    |  |
| 4.  | "Escolástica"       | 2:14    |  |
| 5.  | "Riqueza e Cultura" | 0:23    |  |

### Escolástica (2003)
Lista das Músicas
| N.º | Título                | Duração |  |
| 1.  | "Armas e Paz"         | 5:59    |  |
| 2.  | "África"              | 6:34    |  |
| 3.  | "Computador"          | 3:49    |  |
| 4.  | "Bibi Lobi Woa"       | 3:50    |  |
| 5.  | "Luanda"              | 5:15    |  |
| 6.  | "Deus é um Negrão"    | 4:01    |  |
| 7.  | "Vida Curta"          | 3:26    |  |
| 8.  | "Escolástica"         | 3:38    |  |
| 9.  | "Diamante"            | 3:10    |  |
| 10. | "Ilalaa"              | 3:13    |  |
| 11. | "Xirê"                | 3:43    |  |
| 12. | "Vida Curta (Remix)"  | 2:30    |  |
| 13. | "Armas e Paz (Remix)" | 3:26    |  |

Ficha Técnica:
- Gravação - Antonio Pinto na Supersônica.
- Mixagem- L. C. Varella e Antonio Pinto na Supersônia.
- Masterização - Carlos Freitas na Classic Master.
- Produção executiva - Patricia Portaro.
- Ilustração - Felipe Tassara.
- Arte da capa - Antonio Pinto, Felipe Tassara e Daniela Thomas.
- Design e fotos do encarte - Luciano Pessoa.
- Fotos - Adão Walter Salles e Antonio Pinto.